# Cheltuitori, Chișinău
Cheltuitori este un sat din componența comunei Tohatin din sectorul Ciocana, municipiul Chișinău, Republica Moldova.

## Demografie

### Structura etnică
Structura etnică a localității conform recensământului populației din 2004:
| Grup etnic                    | Populație | % Procentaj |
| ----------------------------- | --------- | ----------- |
| Băștinași declarați Moldoveni | 316       | 95,18%      |
| Ucraineni                     | 12        | 3,61%       |
| Ruși                          | 3         | 0,90%       |
| Alții                         | 1         | 0,30%       |
| Total                         | 332       |             |